# 研究会
研究会（けんきゅうかい）とは、学術や芸術などある領域に関する有識者、関心を持つ者、あるいは企業、大学生のクラブ活動（サークル活動）などが組織を構成する集団のこと。

## 概要
その組織態様は学会に極めて近いものから単なる内輪の趣味の集まりまで様々である。昆虫学等の自然誌系や郷土史系の研究会で、プロの研究者とセミプロ級のアマチュア研究家及び一般愛好家のそれぞれを構成員として抱える組織の場合、学術組織的側面と趣味の集まりの会的側面の二面性を持つ事が多い。
原理研究会、リアリズム研究会、言語学研究会、憲法研究会、自由主義史観研究会、歴史学研究会、歎異抄研究会、子どもたちのインターネット利用について考える研究会、ヘイトスピーチ研究会、思想の科学研究会など多数存在する。
学術組織の場合、まず研究会として発足し、組織基盤が固まり、拡大していった際に「学会」と名称変更するパターンがある。
研究会の名称ながら社団法人格を持つ現代風俗研究会などの例もある。
行政機関に設けられる有識者の会合にも、しばしば「研究会」の名称が見受けられる。懇談会も参照。
二つの異なる意味を持つ同義語もあり、落語研究会は興行の落語研究会 (落語会)、クラブ活動の落語研究会 (サークル活動)の区分がある。
専門学校関連では、
専門学校教育研究会、
全国専門学校広報研究会、
全国専門学校経営研究会、
全国専門学校土木教育研究会、
東京都高等学校進路指導協議会専門学校研究会（専土研）、
岡山医療技術専門学校リハビリテーション研究会、
日本鍼灸理療専門学校の花田学園スポーツトレーナー研究会、
広島福祉専門学校精神保健福祉研究会、
などがある。ほか
学生研究会土曜会、
世界鉄道研究会議、
才能教育研究会、
京大個別指導学院新教育総合研究会、
バイオインフォマティクス#学会・国際会議、
民主主義科学者協会・民主主義科学者協会法律部会、
緒方医学化学研究所・医学生物学速報会、
臨床微生物迅速診断研究会、
福祉文化活動研究会、
ホスピスケア研究会、
日本ホスピス・在宅ケア研究会、
産業医学推進研究会、
などがある。
公益社団法人や公益財団法人の組織名にも使用され、
商事法務研究会、
がん研究会、
商事法務研究会、
金融財政事情研究会、
また
毛沢東思想研究会、などの政策組織や政治団体、
清和政策研究会、
「日本のグランド・デザイン」研究会、
平成研究会、
民主党娯楽産業健全育成研究会、
朝鮮半島問題研究会、
21世紀国家ビジョン研究会、
近未来政治研究会、
宏池政策研究会、
木曜研究会系、
新政策研究会 (河本派)、
新しい政策研究会、
真・保守政策研究会、
などの政党内議員連盟やグループ、派閥名にも多く使用される。
歴史学の研究会では史学会、交通史学会のほかに史学研究会や歴史学研究会、さらには日本史研究会、東洋史研究会、朝鮮史研究会、東欧史研究会、ロシア史研究会といった学会から 高井地方史研究会などの郷土史の研究会も数多い。
将棋界では、波長と実力が合うプロ棋士が少人数で研鑽に努める集まりを「研究会」と呼んでいた。昭和30年代から40年代にかけて発祥し、そのころのものでは山田道美、富沢幹雄、宮坂幸雄、関根茂らの４棋士が集まってのものが知られ、山田はさらに当時の若手棋士や奨励会員らを交えた「山田教室」と呼ばれる研究会も主宰し、中原誠や青野照市らが出入りしていた。山田らは将棋の新たなインスピレーションを御城将棋など江戸時代の将棋にまで掘り下げて求めて研究をしており、手法としては「温故知新」といった様相であった。一方で芹沢博文や北村昌男らが主宰していた研究会があり、米長邦雄や大内延介らが参加し、真部一男や勝浦修などが出入りしていたという。その後昭和50年代中頃から谷川浩司が名人時代に中心となって関西の当時の若手棋士らが集まって開かれていく「谷川研究会」や、島朗が主催し羽生善治や佐藤康光らが集まった「島研」などが有名となる。研究会が盛んになるのは、山田らが研究会での成果を雑誌で次々発表し始めてからで、それまではせっかく研究した戦術を外に出して発表するという事は有り得なかった事であった。実際以降若手らで研究会が各種催される事になる。河口俊彦の著書によると、研究会で行う事としては、ただ将棋を指すだけであり、あるテーマを皆で考える、この戦法の破り方を発見しようという事はせずに、実戦によってお互いの持っている情報を交換共有しあったり、棋士交流を目的の主としている。こうして情報が暗かったために不利な局面になるのはバカバカしく恥としていて、かくも盛んになったとしている。